# Novgorodi első krónika
A novgorodi első krónika (oroszul: Новгородская первая летопись, átírva: Novgorodszkaja pervaja letopisz) a Novgorodi Köztársaság történetéről fennmaradt legrégebbi krónika, amely az 1016 és 1471 közötti időszak történéseit foglalja össze.
Más hagyományra épít, mint a kijevi Nyesztor krónika (vagy óorosz őskrónika). Alekszej Sahmatov történész mutatott rá először, hogy a novgorodi krónika későbbi változatai a Nyesztor Krónikát megelőző, elveszett krónikát tükrözi, amely sok olyan értékes adatot tartalmazott, amelyek nem kerültek bele a Nyesztor Krónikába.
A novgorodi első krónika legkorábbi fennmaradt példánya az úgynevezett „zsinati tekercs”, amely 13. század második felében keletkezhetett és most az orosz Államtörténeti Múzeumban (Государственный исторический музей, Goszudarsztvennij isztoricseszkij muzej) őrzik. Először 1841-ben nyomtatták ki. Ez egy jelentős keleti szláv krónika első ismert kézirata, amely majdnem egy évszázaddal megelőzi a Nyesztor krónikát tartalmazó Lavrentyij-évkönyvet. A 14. században a zsinati tekercset a novgorodi Jurijev kolostor szerzetesei másolták tovább.
A novgorodi első krónika más fontos példányai az "akadémiai tekercs' (1444), a „bizottsági tekercs” (15. század közepe), a "„Szentháromság-tekercs” (1563) és a "„Tolsztoj-tekercs” (1720-as évek).

## Fordítás
- Ez a szócikk részben vagy egészben  a   Novgorod First Chronicle című angol Wikipédia-szócikk ezen változatának fordításán alapul.  Az eredeti cikk szerkesztőit annak laptörténete sorolja fel. Ez a jelzés csupán a megfogalmazás eredetét és a szerzői jogokat jelzi, nem szolgál a cikkben szereplő információk forrásmegjelöléseként.

## Online kiadások
- The Chronicle of Novgorod 1016-1471.  Intr. C. Raymond Beazley, A. A. Shakhmatov (London, 1914)
- Pdf scans of the text, in modern spelling Archiválva 2016. november 23-i dátummal a Wayback Machine-ben
- Foreword and text (2000 edition)
- Foreword and text (1950 edition)